# Список объектов всемирного наследия ЮНЕСКО на Маршалловых Островах
В списке Всеми́рного насле́дия ЮНЕ́СКО в Респу́блике Марша́лловы Острова́ значится 1 наименование (на 2012 год), это составляет 0,1 % от общего числа (1248 на 2025 год). Единственный объект включен в список по культурному критерию. Кроме этого, по состоянию на 2012 год, 3 объекта на территории Маршалловых Островов находятся в числе кандидатов на включение в список всемирного наследия. Республика Маршалловы Острова ратифицировала Конвенцию об охране всемирного культурного и природного наследия 24 апреля 2002 года. Единственный объект, находящийся на территории Маршалловых Островах был занесён в список в 2010 году на 34-й сессии Комитета всемирного наследия ЮНЕСКО.

## Список
В данной таблице объекты расположены в порядке их добавления в список всемирного наследия ЮНЕСКО.
| # | Изображение | Название                                                                        | Год внесения в список | Время создания | Местоположение        | №    | Критерии |
| - | ----------- | ------------------------------------------------------------------------------- | --------------------- | -------------- | --------------------- | ---- | -------- |
| 1 |             | Места ядерных испытаний на атолле Бикини (англ. Bikini Atoll Nuclear Test Site) | 2010                  | XX век         | Муниципалитет: Бикини | 1339 | iv, vi   |

## Предварительный список
В таблице объекты расположены в порядке их добавления в предварительный список. В данном списке указаны объекты, предложенные правительством Маршалловых Островов в качестве кандидатов на занесение в список всемирного наследия.
| # | Изображение | Название | Год внесения в список | Время создания | Местоположение                                                          | №    | Критерии   |
| - | ----------- | --- | --------------------- | -------------- | ----------------------------------------------------------------------- | ---- | ---------- |
| 1 |             | Атоллы северных Маршалловых островов (англ. Northern Marshall Islands Atolls) * Аилингинаэ * Ронгерик * Бокак * Бикар * Така * Эрикуб * Джемо | 2005                  | —              | Муниципалитеты: Аилингинаэ, Ронгерик, Бокак, Бикар, Така, Эрикуб, Джемо | 2064 | не указаны |
| 2 |             | Исторические поселения на атолле Ликиеп (англ. Likiep Village Historic District)                                                              | 2005                  | XIX—XX века    | Муниципалитет: Ликиеп                                                   | 2066 | ii, iv     |
| 3 |             | Природоохранная зона атоллов Мили и Нокс (англ. Mili Atoll Nature Conservancy (and Nadrikdrik))                                               | 2005                  | —              | Муниципалитеты: Мили, Нокс                                              | 2067 | не указаны |